# Enrique Bermúdez de la Paz
Enrique Bermúdez de la Paz (Los Andes, 5 de mayo de 1878-Santiago, 13 de enero de 1953) fue un abogado y político chileno, miembro del Partido Liberal (PL). Se desempeñó como alcalde, diputado, y ministro de Estado durante los gobiernos de los presidentes Juan Luis Sanfuentes y Carlos Ibáñez del Campo. También, actuó en la diplomacia, sirviendo como embajador de Chile en Centroamérica, México, Argentina y España.

## Familia, estudios y carrera profesional
Nació en la comuna chilena de Los Andes el 5 de mayo de 1878, hijo de Juan A. Bermúdez y María Luisa de la Paz. Realizó sus estudios primarios y secundarios en el Liceo de Valparaíso. Continuó los superiores en el Curso Fiscal de Leyes de Concepción, titulándose como abogado el 5 de julio de 1892, con la tesis Procedencia de la Acción Ejecutiva con un Título Ejecutivo en contra del Tercer Poseedor de la Finca Hipotecada.
En el ámbito laboral, entre 1898 y 1899, ocupó en el Liceo de Valparaíso, los puestos de profesor e inspector. Por otra parte, en 1907 obtuvo diversas condecoraciones por parte de países europeos: insignia de la Legión de Honor de Francia; caballero de la Orden de Isabel la Católica; Gran Placa de la Cruz Roja de España; y Gran Cruz de la Orden de la República de España.
Se casó con Adelaida Garcés Rodenas.

## Carrera política
En el ámbito político, militó en las filas del Partido Liberal (PL). En 1906, fue nombrado por el presidente Germán Riesco como alcalde de Valparaíso, cargo en el que tuvo que enfrentar el terremoto ocurrido el 16 de agosto de ese año; aunó esfuerzos y voluntades sobrehumanas en la delicada misión de gobernar sobre una ciudad humeante. Sirvió en el puesto hasta 1909, bajo el gobierno del presidente Pedro Montt.
Tras su destacada actuación en dicho suceso, en las elecciones parlamentarias de 1902, se postuló como candidato a diputado por Valparaíso y Casablanca, resultando electo para el período legislativo 1909-1912. En las seguidas elecciones obtuvo la reelección diputacional por la misma zona en tres periodos consecutivos: 1912-1915; 1915-1918 y 1918-1921. En su gestión formó parte de la Comisión de Guerra y Marina, y en el cuarto período se desempeñó como primer vicepresidente de la Cámara de Diputados, función que ejerció entre el 3 de junio y el 22 de octubre de 1918. En cuanto a su participación parlamentaria, en la cámara baja veló sostenidamente por la reconstrucción de Valparaíso, especialmente del sector del Almendral, en el que por medio de la colaboración de otros diputados de la zona, fue promulgada una ley para impulsar el proyecto que permitió levantar, sobre ruinas humeantes, uno de los barrios más célebres de las ciudades bañadas por el océano Pacífico. Asimismo, entre otras obras que destacaron fueron las de saneamiento de la ciudad, las del puerto, las del agua potable, los servicios de beneficencia, el monumento al general Manuel Blanco Encalada, y los empréstitos de la Municipalidad de Valparaíso.
De forma paralela, el 25 de noviembre de 1918, fue nombrado por el presidente Juan Luis Sanfuentes como titular del Ministerio de Guerra y Marina, fungiendo como tal hasta el 22 de septiembre de 1919, fecha en que pasó a ejercer la titularidad del Ministerio del Interior, hasta el 8 de noviembre de ese año. Al año siguiente, el 26 de marzo, retornó al gabinete como ministro de Justicia e Instrucción Pública. Dejó la repartición el 12 de junio del mismo año, y fue designado como ministro plenipotenciario de Chile en México, manteniéndose en el puesto durante las administraciones del presidente Arturo Alessandri, de las Juntas de Gobierno y del presidente Carlos Ibáñez del Campo, esta última en 1927. Seguidamente, fue nombrado por dicho mandatario como ministro plenipotenciario de Chile en Centroamérica, misión diplomática que sirvió hasta 1928, para luego actuar brevemente como embajador de Chile en Argentina.
El 30 de agosto de 1929, fue nombrado por Ibáñez del Campo nuevamente como titular del Ministerio del Interior, ejerciendo el cargo hasta el 25 de febrero de 1930. Ostentando el mando de la repartición más antigua del gabinete ministerial y, por encargo del presidente, le correspondió negociar la composición del «Congreso Termal», denominación que recibió el período legislativo entre 1930 y 1932.
Tras dejar el gobierno, fue nombrado —también por Ibáñez del Campo— como embajador de Chile en España, cargo en el que permaneció hasta 1933, retirándose de la vida pública.
Entre otras actividades, fue miembro de la Junta de Beneficencia. Falleció en Santiago de Chile el 13 de enero de 1953, a los 74 años.